# Sorin Strătilă
Sorin Daniel Strătilă (n. 20 octombrie 1986, Brașov, România) este un fotbalist român, care joacă pe post de mijlocaș la Cetatea Râșnov⁠(d) în Liga a III-a. Pe plan internațional, are prezențe la națională pentru România.